# 五條家菊二・松枝
五條家菊二・松枝（ごじょうやきくじ・まつえ）は、昭和期に活躍した夫婦の音曲漫才コンビ。
五条家菊二・松枝と書かれている資料もある。

## 来歴
- いわゆるモタレの芸人として貴重な存在であり、高座では女道楽や女義太夫の流れを汲む義太夫漫才を披露した。したがって主に活躍した昭和中期においても、年配向けの芸としてとらえられていた。
- 松枝の太棹三味線で菊二が都々逸や新内で甲高い美声を聞かせ、最後は松枝が義太夫を語るというものであった。
- 一回コンビを解消したことがある。理由は菊二がもう義太夫の時代ではないと言ってほかの女性と浮気をし、それに対して松枝が怒ったからである。しかし、その女に逃げられたあとは夫婦の縁を取り戻しまた義太夫漫才として松枝と死ぬまで組んだ。主に松竹系の角座で活躍。因みに松枝は花柳つばめと組んでいた頃数回吉本のうめだ花月に出演。

- 菊二はもともと膝が不自由であった。理由はわかっていないが本人談では戦争で負傷したと自慢していたが、古い芸人仲間によると自宅二階で博打をしていたところ警察に見つかって逃げる際に二階から飛び降りて負傷したといわれている。

## メンバー
- 五條家菊二（ごじょうやきくじ、1902年5月20日 - 1983年2月7日、本名:清水菊次郎）

京都の酒屋の息子であったが、酒が一滴も飲めなかった。その代わり甘いものが大好物で、ぜんざいに砂糖をかけて食べたというエピソードもある。幼少から芸事が好きで家業そっちのけで会を開いたり、興行を行っていた。1931年に五條家牛若に誘われ一座の巡業に参加、人手が足りないということで奈良の新徳席で無理やり初舞台。当初は美声で生かした唄などを歌っていたが徐々に飽きられ一座を離れ京都に戻る。
過去に五條家若二、平和ニコニコ、流行亭歌麿、京はる子らとコンビを組んでいた。
- 五條家松枝（ごじょうやまつえ、1909年4月25日 - 1990年2月3日、本名:清水まつの）

神戸の出身。菊二の妻。女義太夫出身。女義太夫の竹本春駒門下で竹本琴八を名乗る。
過去に浪花家市松、橘家つばめ、花柳つばめらとコンビを組んでいた。花柳つばめコンビを組んでからは東京の木馬館に出て活動していた。その後帰阪しても吉原松枝と改名し、つばめとコンビ解消して菊二と再度コンビを組んだ。